# کهورک

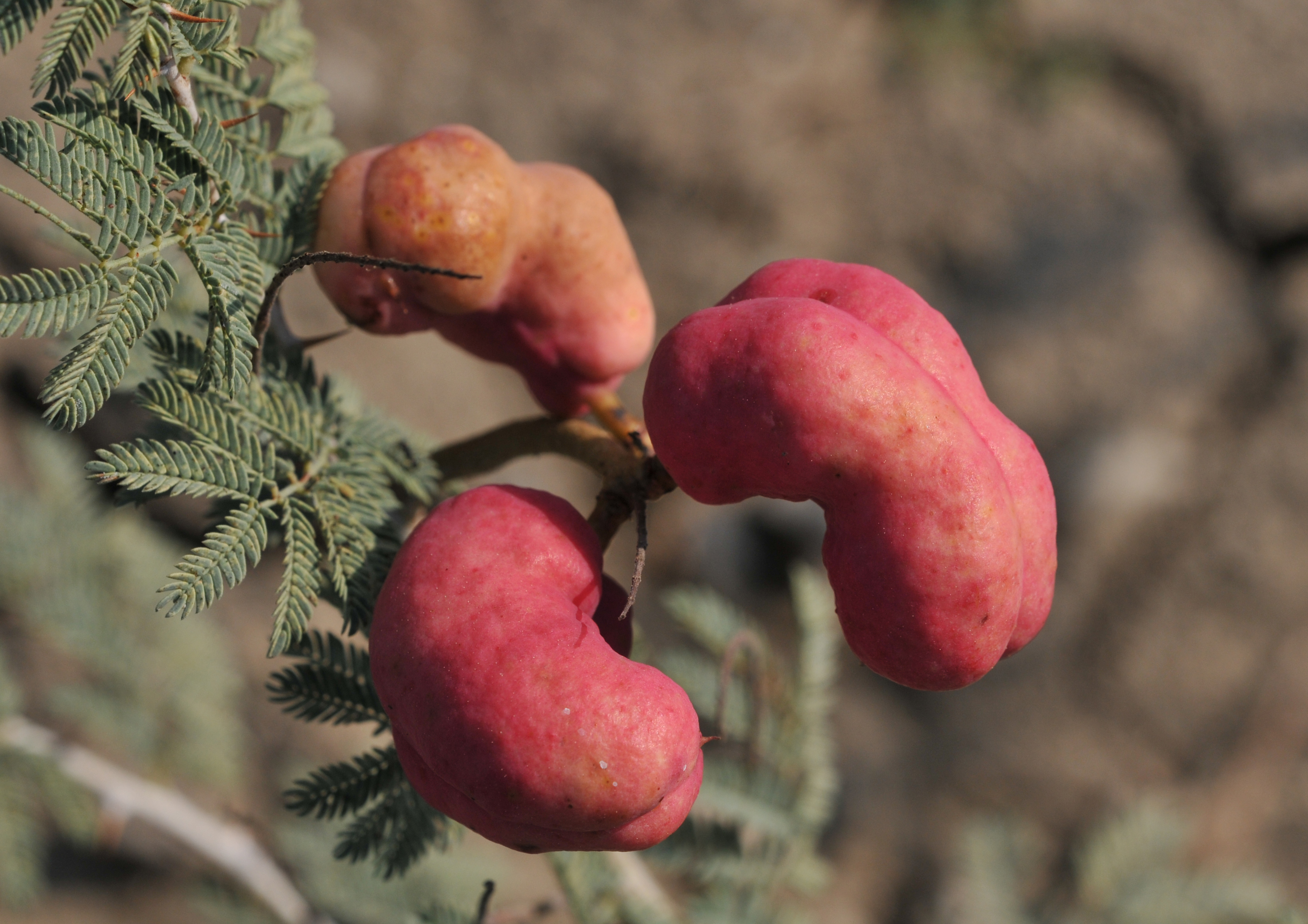
میوه‌های کهورک

کهورک یا جغجغه (نام علمی: Prosopis farcta) نام یک گونه از سرده کهور است.
کهورک گیاهی است چند ساله، بوته‌ای، به ارتفاع ۳۰ تا ۱۰۰ سانتی‌متر که با بذر تکثیر می‌یابد. کهورک، خاصّ مناطق گرم و خشک (از جمله جنوب ایران) است و موسم گل‌دهی این گیاه اردیبهشت تا خردادماه است. میوهٔ آن غلافی، به رنگ قهوه‌ای تیره، تخم‌مرغی شکل خمیده که بذرها در زمان رسیدگی و خشک شدن درون این حفره‌ها به‌صورت آزاد وجود دارند و هنگام حرکت دادن صدا می‌دهند. از این‌رو به آن جغجغه نیز می‌گویند.

#### اطلاعات در مورد پراکندگی جغرافیایی
منطقه توزیع شامل ترکیه، قبرس، از الجزایر تا، فلسطین، اردن، سوریه، عربستان، عراق، افغانستان، پاکستان و بخش‌هایی از قفقاز، آسیای مرکزی، ایران تا هند است.